# Centris erythrotricha
Centris erythrotricha là một loài Hymenoptera trong họ Apidae. Loài này được Seabra & Moure mô tả khoa học năm 1961.